# The Grandiose
The Grandiose (君傲灣) est un ensemble de gratte-ciel résidentiels situés à Hong Kong en Chine dans le secteur des Nouveaux Territoires.
L'ensemble est composée de trois tours de 53 étages, haute de 168 mètres chacune, construites de 2004 à 2006.
L'architecte est l'agence de Hong Kong, DLN Architects
Les promoteurs sont la New World Development Company Limited et la MTR Corporation.